# 地方自治体 (南アフリカ)
地方自治体（ちほうじちたい、英語: Local municipality）は、南アフリカ共和国の行政区分のひとつ。 

## 概要
1998年の憲法改正に基づき、2000年から2001年にかけて実施された自治体の再編により、基礎自治体として発足した。
地方自治体は『自治体カテゴリーB』に指定され、住民の直接選挙により選出される議会と、議員から選出される市長によって運営される。現在、231の地方自治体がある。